# きな粉

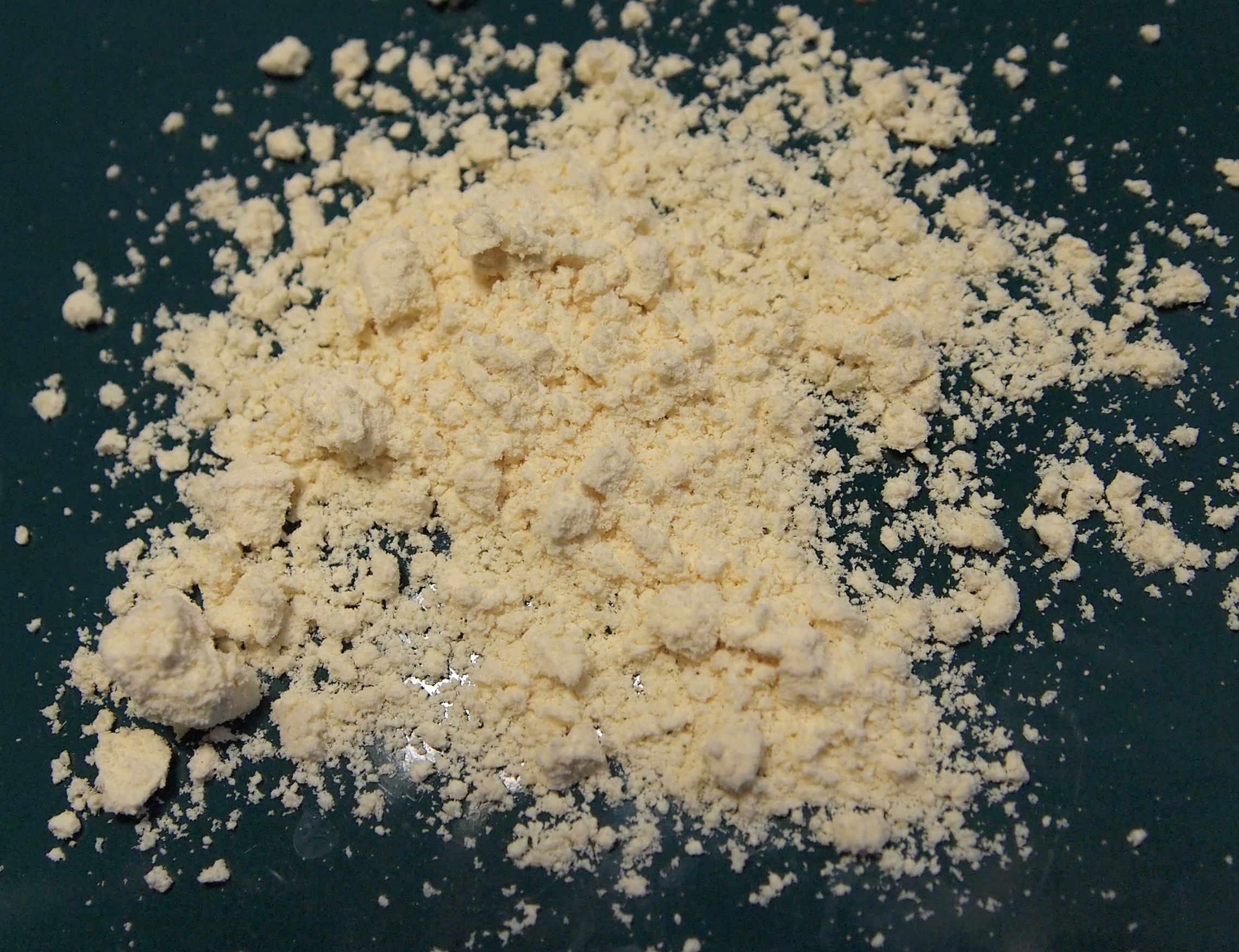
きな粉

きな粉（きなこ、黄粉）は、大豆を炒って皮をむき、挽いた粉である。加熱により大豆特有の臭みが抜け、香ばしい香りになる。語源は「黄なる粉」で、黄な粉とも書く。
ただし実際には黄色ばかりの粉とは限らず、黄大豆を原料にしたきな粉は黄褐色なのに対し、青大豆を原料にしたきな粉は淡緑色なので、「青きな粉」や「うぐいすきな粉」（うぐいす粉）と呼ばれる。近年では黒豆から作られるきな粉も人気である。

## きな粉を使う食品
餅にからめて食べたり、和菓子の原料とする。ご飯の友として砂糖を混ぜふりかけのようにご飯にまぶして食す場合もある。和菓子できな粉をそのまま使ったものとしては、州浜やきなこねじりがある。また、牛乳や豆乳などに混ぜて飲むこともあり、アイスクリームの原料にも用いられるようになった。
- 安倍川もち
- きな粉飴
- わらびもち
- ぼたもち
- 葛餅
- 鶯餅
- 桔梗信玄餅
- 二軒茶屋餅
- こくせん
- 五家宝
- きなこ棒
- 吉原殿中

## きな粉の栄養
きな粉には多くの蛋白質が含まれている。また、大豆オリゴ糖により善玉菌を増加させ、食物繊維も多く含み、便を軟化させる栄養素(食物繊維)を持つため、便秘改善に役立つ。また、粉にすることで消化が良くなり、大豆の栄養素を効率的に摂取できる。他にもカルシウム、マグネシウム、カリウム、リン、鉄などのミネラルも多く含まれている。前述のオリゴ糖の働きを上げるため乳製品（主にヨーグルト製品）を同時に摂取すると効率が良く、その利便性から、2015年頃からプロスポーツ選手も牛乳に溶かすなどして、よく摂取している。

## 飼料として
大豆（大豆粕を含む）は、広く飼料としても用いられるが、きな粉は脱脂せず加工するためカロリーが高いこと、また嗜好性も高いことから子ブタや子ウシの飼料に適している。